# آن جيفريز
آن جيفريز (بالإنجليزية: Anne Jeffreys)‏ هي مغنية وممثلة أمريكية، ولدت في 26 يناير 1923 في الولايات المتحدة، وتوفيت في 27 سبتمبر 2017 بلوس أنجلوس في الولايات المتحدة. بدأت مشوارها المهني سنة 1941.

## وصلات خارجية
- آن جيفريز على موقع IMDb (الإنجليزية)
- آن جيفريز على موقع روتن توميتوز (الإنجليزية)
- آن جيفريز على موقع ألو سيني (الفرنسية)
- آن جيفريز على موقع ميوزك برينز (الإنجليزية)
- آن جيفريز على موقع أول موفي (الإنجليزية)
- آن جيفريز على موقع قاعدة بيانات برودواي على الإنترنت (الإنجليزية)
- آن جيفريز على موقع قاعدة بيانات الأفلام السويدية (السويدية)
- آن جيفريز على موقع إن إن دي بي (الإنجليزية)
- آن جيفريز على موقع ديسكوغز (الإنجليزية)
- آن جيفريز على موقع قاعدة بيانات الفيلم (الإنجليزية)